# Frank País internationella flygplats
Frank País internationella flygplats är en flygplats i Kuba.   Den ligger i kommunen Municipio de Holguín och provinsen Provincia de Holguín, i den östra delen av landet, 700 km öster om huvudstaden Havanna. Frank País internationella flygplats ligger 110 meter över havet.